# Bickershaw
Bickershaw är en by i unparished area Abram, i distriktet Wigan, i grevskapet Greater Manchester, i England. Byn är belägen 6 km från Wigan. Byn hade 2 282 invånare år 2021.